# علاج بالأشعة

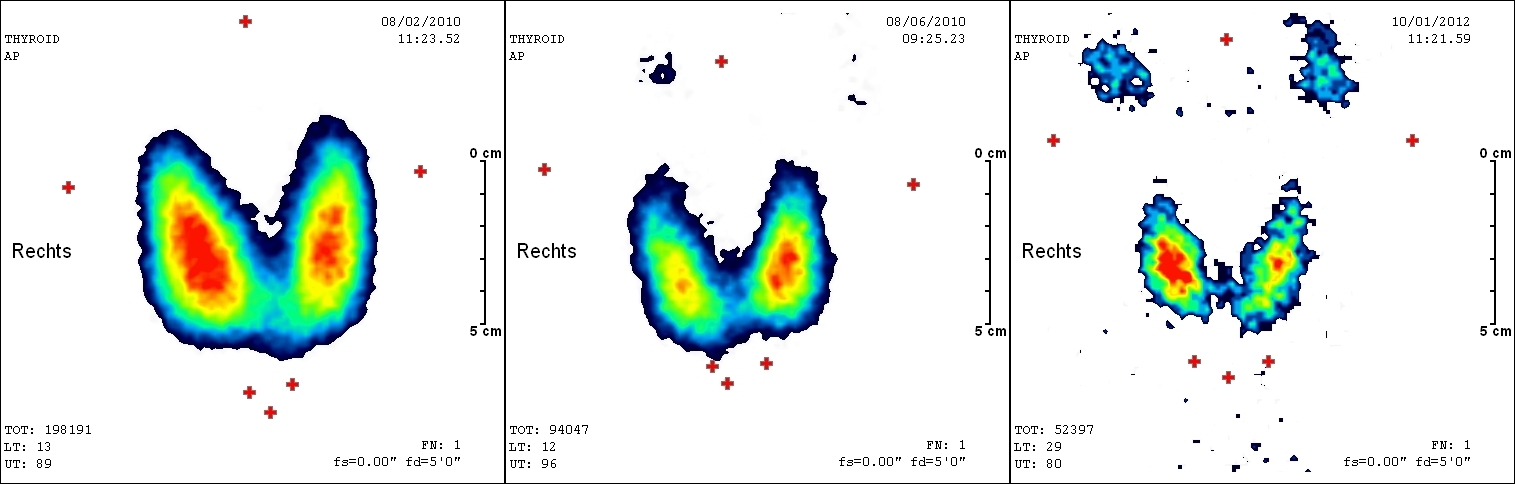
عدة صور لعلاج الغدة الدرقية بالأشعة: قبل العلاج، وبعد 3 أشهر، وبعد 6 أشهر بعد علاج مرض جريفز.

فيزياء العلاج الإشعاعي هو قسم من أقسام الفيزياء الطبية وهو يعتبر من أهم أقسامها.
و العلاج الإشعاعي هو الاستعمال الطبي للأشعة المؤينة كجزء من علاج السرطان والتحكم في الخلايا الخبيثة. يستخدم العلاج الإشعاعي كشفاء أو مع طرق علاجية أخرى كمساعد على شفاء السرطان. وأحيانا يستخدم كعلاج مسكن عندما يكون الشفاء غير ممكنا والهدف هو التحكم في انتشار المرض أو مسكن عرضي.
للعلاج الإشعاعي استعمالات ضيقة في الحالات غير الخبيثة، مثل علاج مرض جريفز Graves-Basedow disease، ظفرة العين pterygium، الوقاية من النمو المتزايد للجلد بعد الإصابة بالجروح keloid scar growth، ومنع العظام من النمو في المكان الخاطئ heterotopic bone formation. ولكن استخدامات العلاج الإشعاعي في الحالات غير الخبيثة محدود بالقلق من خطر الإصابة بالسرطان.
العلاج الإشعاعي قد يستعمل كعلاج أساسي للسرطان أو يضم مع الجراحة و/أو العلاج الكيماوي و/أو العلاج الهرموني. أغلب أنواع السرطان يمكن علاجها بالإشعاع بطريقة ما. ويعتمد هدف العلاج الدقيق (جزري radical، مساعد adjuvant، أو مسكن palliative) على نوع السرطان، موقعه، طوره وأيضا على الصحة العامة للمريض.
عادة ما يستخدم العلاج الإشعاعي في حالات السرطان الواضحة للعين. نطاق الإشعاع قد يتضمن أيضا - بالإضافة للسرطان المرئي - الغدد اللمفاوية إذا كانت اكلينيكيا متضمنة للورم أو إذا شك الأطباء بأنها قد تكون سرطانية غير مرئية أو تساعد على انتشار السرطان في الجسم.
حتى يتم اجتناب الخلايا السليمة (مثل الجلد أو الأعضاء التي تقع في طريق الإشعاع)، يتم عادة تعريض الأشعة من زوايا عدة يتم اختيارها بحيث تتداخل الحزم الإشعاعية في منطقة السرطان لتعطي جرعة أكبر في هذه المنطقة من المناطق السليمة المحيطة.
كيف يعمل العلاج الإشعاعي:
أنواع العلاج الإشعاعي:
المحاكاة الواقعية: Virtual simulation
العلاج الإشعاعي الخارجي العرفي: Conventional external beam radiotherapy
العلاج الإشعاعي ثلاثي الأبعاد المشكل: 3-
لإبعاد الخطر عن الأفراد العاملين بالمرافق الصحية من تمريض وفنيين وأطباء وكذلك إبعاد الخطر عن الأشخاص المحيطين والمجتمع والبيئة بصفة عامة فهناك عدة خطوات لو استخدمت لأصبح المرفق الصحي مصدر للشفاء وليس مصدر للعدوى وخطر للبيئة.

## أبحاث العظام
تصف أبحاث العظام النظائر المشعة للعناصر التي تميل للترسب على عظم الإنسان والحيوان عندما تتعرض للإشعاع .
على سبيل المثال سترونتيوم 90 يتصرف كيميائيا كالكالسيوم ويحل محله في العظام .